# Batalha da Cratera
A Batalha da Cratera foi um combate travado durante a Guerra Civil Americana, durante o Cerco de Petersburg. Aconteceu em 30 de julho de 1864, entre o Exército da Virgínia do Norte, das Forças Confederadas, comandado pelo general Robert E. Lee, e o Exército do Potomac comandado pelo major-general George G. Meade (sob supervisão direta do comandante General Ulysses S. Grant).
Após semanas de preparação, em 30 de julho, o IX Corpo do Exército da União, comandado pelo major-general Ambrose E. Burnside, cavou uma mina por debaixo das defesas confederadas e encheram de explosivos, detonando e abrindo um buraco no meio das defesas da cidade de Petersburg, Virgínia. Após aquele começo propício, tudo se deteriorou rapidamente quando os soldados da União atacaram. A força de ataque federal acabou presa na cratera, desorientando os soldados e os deixando em confusão. Após o choque inicial, os confederados conseguiram tirar proveito da confusão e mataram centenas de inimigos. O general Grant, mais tarde, afirmou que considerava aquele ataque como "o caso mais triste que testemunhei nesta guerra."
Os Confederados, sob comando do general William Mahone, contra-atacaram após a fracassada investida de Burnside, se recuperando e reconsolidando suas posições. A brecha aberta pela explosão foi logo selada e os soldados da União tiveram de recuar após sofrerem pesadas baixas. A divisão do general unionista Edward Ferrero, formada principalmente por afro-americanos, foi bem massacrada. Este ataque foi considerado uma das melhores chances de Grant encerrar o longo e sangrento cerco de Petersburg. Ao invés disso, fatigados e desfalcados, as forças da União tiveram que se assentar para um prolongado sítio de oito meses, cavando trincheiras ao redor da cidade. O general Burnside foi dispensado após o fracasso da batalha na cratera e nunca mais assumiu um comando pelo resto da guerra.